# Bittium
Bittium is een geslacht van zeeslakken uit de familie van de Cerithiidae. Bittium is het typegeslacht van de onderfamilie Bittiinae Cossmann, 1906. De wetenschappelijke naam van het geslacht is voor het eerst geldig gepubliceerd in 1847 door John Edward Gray. Gray deed dat door een niet eerder uitgegeven manuscript uit 1818 van William Elford Leach te publiceren, met een classificatie van de Britse weekdieren, waarbij Leach werd erkend als de auteur van de beschrijving en de naam van het geslacht.
De schelpen van deze slakken zijn kleine, torenvormige horens met spiralen. De slakken komen wereldwijd voor. De typesoort Bittium reticulatum (het muizenkeuteltje) en verwante soorten zijn talrijk aanwezig in de Middellandse Zee en in de Noord-Afrikaanse en West-Europese regio's van de Atlantische Oceaan. De meeste soorten zijn erg sociaal en komen gezamenlijk in grote populaties voor. Ze voeden zich met microalgen die als epifyten op zeegrassen leven.

## Soorten
De volgende soorten zijn bij het geslacht ingedeeld:
- Bittium aedonium (Watson, 1880)
- Bittium alutaceum Gould, 1861
- Bittium amboynense (Watson, 1881)
- Bittium anembatum (Melvill, 1904)
- Bittium arenaense Hertlein & Strong, 1951
- Bittium arnoldi Bartsch, 1911
- Bittium atramentarium Melvill & Standen, 1901
- Bittium bartolomense Bartsch, 1917
- Bittium casmaliense Bartsch, 1911
- Bittium cerralvoense Bartsch, 1911
- Bittium chrysomallum Melvill, 1901
- Bittium circa Moreno, 2006
- † Bittium courtillerianum (Millet, 1865)
- † Bittium crassicostatum (Etheridge & Bell, 1898)
- Bittium decussatum (Carpenter, 1857)
- Bittium delicatum (Watson, 1880)
- Bittium depauperatum Watson, 1897
- Bittium elegantissimum (Hedley, 1899)
- Bittium giganteum Bartsch, 1911
- Bittium glareosum Gould, 1861
- † Bittium gliberti Van Dingenen, Ceulemans & Landau, 2016
- Bittium impendens (Hedley, 1899)
- Bittium incile Watson, 1897
- Bittium insulsum Preston, 1908
- Bittium lacteum (Philippi, 1836)
- Bittium latreillii (Payraudeau, 1826)
- † Bittium lozoueti Van Dingenen, Ceulemans & Landau, 2016
- Bittium lusciniae (Watson, 1880)
- Bittium mexicanum Bartsch, 1911
- Bittium midwayense Kosuge, 1979
- Bittium nanum (Mayer, 1864)
- Bittium nicholsi Bartsch, 1911
- Bittium nitens Carpenter, 1864
- Bittium ornatissimum Bartsch, 1911
- Bittium panamense Bartsch, 1911
- Bittium perpusillum Tryon, 1887
- Bittium peruvianum (d'Orbigny, 1841)
- Bittium philomelae (Watson, 1880)
- Bittium pigrum (Watson, 1880)
- Bittium porcellanum Watson, 1886
- Bittium proteum (Jousseaume, 1931)
- Bittium pupiforme (Watson, 1880)
- Bittium quadricinctum E. A. Smith, 1903
- Bittium reticulatum (da Costa, 1778)
- † Bittium robustum Harmer, 1918
- Bittium santamariense Bartsch, 1917
- Bittium simplex (Jeffreys, 1867)
- Bittium submammillatum (de Rayneval & Ponzi, 1854)
- Bittium vancouverense Dall & Bartsch, 1910
- Bittium watsoni (Jeffreys, 1885)
- Bittium xanthum Watson, 1886

### Taxon inquirendum
- Bittium aeolomitres Melvill & Standen, 1896
- Bittium marileutes Melvill & Standen, 1896

### Nomina dubia
- Bittium alabastrulum(Mörch, 1876)
- Bittium caraboboense (Weisbord, 1962)
- Bittium galactis Mörch, 1876
- Bittium lima (Bruguière, 1792)

### Synoniemen
- Bittium eolomitres Melvill & Standen, 1896 => Horologica eolomitres (Melvill & Standen, 1896)
- Bittium estuarinum Tate, 1893 => Zeacumantus plumbeus (G.B. Sowerby II, 1855)
- Bittium lawleyanum Crosse, 1863 => Zeacumantus plumbeus (G.B. Sowerby II, 1855)